# USS Forster (DE-334)
El USS Forster (DE-334) fue un destructor de escolta de la clase Edsall que sirvió en la US Navy durante la Segunda Guerra Mundial. Transferido a Vietnam del Sur en 1971, cayó capturado bajo las fuerzas norvietnamitas en 1975.

## Historia
Fue su constructor el Consolidated Steel Corporation de Orange, Texas. Fue botado su casco en 1943 y asignado en 1944. Durante el conflicto el USS Forster cumplió escoltas de convoyes en el Atlántico Norte. Tras el fin de la guerra fue puesto en reserva. Permaneció asignado en la Guardia Costera de 1951 a 1954; para regresar con la marina de guerra en 1956. Fue re-clasificado DER-334 en 1955.
En 1971 fue transferido a la marina de Vietnam del Sur y su nombre cambió a RVNS Tran Khanh Du. Con la Caída de Saigón (1975) el buque cayó en las manos de Vietnam del Norte y fue incorporado por la marina de guerra de este país. Fue bautizado Dai Ky.